# Lavino
Il Lavino (Lavén in dialetto bolognese e Lavinio in epoca romana) è un torrente dell'Appennino bolognese, il principale affluente, da destra, del torrente Samoggia.

## Descrizione
Le sorgenti del Lavino sono situate tra l'Altopiano di Croce delle Pradole (687 m s.l.m.) e il monte Vignola (817 m), subito a monte della frazione del comune sparso di Monte San Pietro denominata Montepastore. Scende, con corso di modesta larghezza, per una valle abbastanza stretta, bagnando Calderino (sede del Comune di Monte San Pietro) che, insieme ad altre frazioni, si allunga per quasi otto chilometri sulla sua riva sinistra.
Riceve da destra e da sinistra alcuni affluenti tra cui i torrenti Olivetta e Landa. Sbocca in pianura a Zola Predosa, dando il suo nome alle tre località:
- Lavino di Sopra, frazione di Zola Predosa, sulla ex via Bazzanese (dal 1883 al 1938 qui percorsa dalla tranvia a vapore Bologna-Casalecchio-Vignola)
- Lavino di Mezzo, frazione di Anzola dell'Emilia, Bologna e Zola Predosa, sulla via Emilia
- Lavino di Sotto, località di Calderara di Reno, sulla via Persicetana.

Tutti i comuni a cui afferiscono suddetti nuclei e centri abitati fanno parte della città metropolitana di Bologna.
Poco prima della confluenza nel Samoggia, in località Forcelli, riceve da sinistra il torrente Ghironda, che nasce nelle colline alle spalle di Zola Predosa e bagna Anzola dell'Emilia.
Come il suo affluente Ghironda, ha regime marcatamente torrentizio con portate medie annue di 1,5 m³/s, ma che oscillano da minimi assoluti di 0,05 m³/s, a massimi che nelle piene ordinarie arrivano a 40 m³/s, ma nelle piene centennali, possono superare i 100 m³/s. Nella zona a valle della Via Bazzanese scorre profondamente incassato fra alte arginature. Come il suo affluente Ghironda, è assai pericoloso durante le piene disastrose cui va soggetto e non raramente può esondare in pianura.
La fauna ittica è costituita prevalentemente da barbo, vairone, lasca, piccoli esemplari di carpa a specchio e dal pesce gatto, raramente è possibile imbattersi in esemplari selvatici di carassio, le secche estive provocano spesso grandi morie di pesce.